# Álvaro García Rodríguez
Álvaro García Rodríguez (Montevideo, 19 de setembre de 1961) és un comptador públic i polític uruguaià pertanyent al Partit Socialista (PSU), sector que integra el Front Ampli. Va ser ministre d'Economia del seu país des del 18 de setembre de 2008 fins a l'1 de març del 2010. És l'expresident de la Corporació Nacional per al Desenvolupament.

## Biografia
Álvaro García es va graduar de la Universitat de la República el 1985 amb el títol de Comptador públic.
Entre 1986 i 2002, va treballar a l'empresa Citesa com a comptador i gerent administratiu-financer, té al seu càrrec les funcions de comptabilitat, despeses, impostos, crèdits, cobraments, tresoreria, pressupost, anàlisi financera, compres i informàtica. L'any 2002 va treballar com a gerent de Planejament i Control de Gestió i Despeses de Pirelli Caps, Energia i Telecomunicacions a Santo André, Estat de São Paulo, Brasil.
Entre 1995 i 2002 va exercir la docència tant a la Universitat de la República com a la Universitat Catòlica de l'Uruguai. Va reprendre la docència el 2006 quan va ingressar a treballar a la Universitat ORT Uruguai.

### Actuació pública
García és membre del Partit Socialista, sector que integra la coalició política esquerrana Front Ampli, des de molt jove. El 2005 Tabaré Vázquez el va nomenar president de la Corporació Nacional per al Desenvolupament, càrrec que va ocupar fins al 2 d'abril del 2008 quan va presentar la seva renúncia al President de la República. No obstant això, per petició seva, García va continuar treballant per al govern des de l'Oficina de Planejament i Pressupost amb l'objectiu de crear una Agència Nacional per al Desenvolupament.
Després de la notícia de la renúncia de Danilo Astori al Ministeri d'Economia per raons electorals, se li va proposar a García la titularitat del càrrec. Havent acceptat, es va dir en primera instància que assumiria el 15 de setembre de 2008, però va fer-ho el dia 18 del mateix mes.